# Australia Cup
Der Australia Cup (bis 2021 Football Federation Australia Cup kurz auch FFA Cup genannt) ist der nationale Fußball-Pokalwettbewerb für Männer in Australien. Der Wettbewerb wurde erstmals 2014 ausgespielt, organisiert vom namensgebenden australischen Verband, der Football Australia (FA). Die besten acht Klubs der jeweils letzten Saison der Profiliga A-League Men sind für die 32 Mannschaften umfassende Hauptrunde gesetzt, die restlichen Teilnehmer werden über regionale Ausscheidungsrunden durch die australischen Regionalverbände und über Play-off-Spiele zwischen den anderen A-League-Teilnehmern bestimmt.
Rekordsieger mit drei Titeln ist Adelaide United.

## Pokalendspiele und Pokalsieger
| Saison | Endspieldatum                     | Sieger                            | Ergebnis                          | Finalist                          | Austragungsort                    |
| ------ | --------------------------------- | --------------------------------- | --------------------------------- | --------------------------------- | --------------------------------- |
| 2014   | 16. Dez. 2014                     | Adelaide United                   | 1:0                               | Perth Glory                       | Coopers Stadium, Adelaide         |
| 2015   | 07. Nov. 2015                     | Melbourne Victory                 | 2:0                               | Perth Glory                       | AAMI Park, Melbourne              |
| 2016   | 30. Nov. 2016                     | Melbourne City FC                 | 1:0                               | Sydney FC                         | AAMI Park, Melbourne              |
| 2017   | 21. Nov. 2017                     | Sydney FC                         | 2:1 n. V.                         | Adelaide United                   | Allianz Stadium, Sydney           |
| 2018   | 30. Okt. 2018                     | Adelaide United                   | 2:1                               | Sydney FC                         | Coopers Stadium, Adelaide         |
| 2019   | 23. Okt. 2019                     | Adelaide United                   | 4:0                               | Melbourne City FC                 | Coopers Stadium, Adelaide         |
| 2020   | Abbruch wegen der Corona-Pandemie | Abbruch wegen der Corona-Pandemie | Abbruch wegen der Corona-Pandemie | Abbruch wegen der Corona-Pandemie | Abbruch wegen der Corona-Pandemie |
| 2021   | 05. Feb. 2022                     | Melbourne Victory                 | 2:1                               | Central Coast Mariners            | AAMI Park, Melbourne              |
| 2022   | 01. Okt. 2022                     | Macarthur FC                      | 2:0                               | Sydney United                     | CommBank Stadium, Sydney          |
| 2023   | 07. Okt. 2023                     | Sydney FC                         | 3:1                               | Brisbane Roar                     | Sydney Football Stadium, Sydney   |
| 2024   | 29. Sep. 2024                     | Macarthur FC                      | 1:0                               | Melbourne Victory                 | AAMI Park, Melbourne              |

## Rangliste
| Rang | Verein                 | Titel | Jahr(e)          | Finale |
| ---- | ---------------------- | ----- | ---------------- | ------ |
| 01   | Adelaide United        | 3     | 2014, 2018, 2019 | 4      |
| 02   | Sydney FC              | 2     | 2017, 2023       | 4      |
| 03   | Melbourne Victory      | 2     | 2015, 2021       | 3      |
| 04   | Macarthur FC           | 2     | 2022, 2024       | 2      |
| 05   | Melbourne City FC      | 1     | 2016             | 2      |
| 06   | Perth Glory            |       |                  | 2      |
| 07   | Brisbane Roar          |       |                  | 1      |
|      | Central Coast Mariners |       |                  | 1      |
|      | Sydney United          |       |                  | 1      |

## Torschützenkönige
| Saison | Spieler           | Mannschaft               | Tore |
| ------ | ----------------- | ------------------------ | ---- |
| 2014   | Sergio Cirio      | Adelaide United          | 6    |
| 2015   | Aaron Mooy        | Melbourne City FC        | 6    |
| 2016   | Patrick Antelmi   | Blacktown City FC        | 5    |
| 2017   | Bobô              | Sydney FC                | 8    |
| 2018   | Craig Goodwin     | Adelaide United          | 5    |
| 2019   | Jamie Maclaren    | Melbourne City FC        | 6    |
| 2021   | Cyrus Dehmie      | Brisbane Roar            | 3    |
| 2022   | Al Hassan Touré   | Macarthur FC             | 5    |
| 2023   | Lachlan Brook     | Western Sydney Wanderers | 5    |
| 2024   | Nishan Velupillay | Melbourne Victory        | 5    |